# Miro di Ribagorza
Miro, o Mirone di Ribagorza (Miro in spagnolo, Miró, in  catalano e Myron  in francese; inizio secolo X – 955 circa), fu Conte di Ribagorza dal 920 alla sua morte.

## Origine
Secondo il Codice di Roda, Mirone era il figlio secondogenito del Conte di Ribagorza e di Pallars, Raimondo I e di Ginigenta, che ancora secondo il Codice di Roda, era figlia d’Asnar Dató, discendente dai conti di Bigorre.

Raimondo I di Pallars e Ribagorza, secondo il Catalunya Carolíngia, vol. II: Els diplomes carolingis a Catalunya (non consultato) era figlio di Loup Donat, conte di Bigorre e di una donna della casa comitale di Tolosa, Franquilena di Tolosa, figlia del conte Raimondo I di Tolosa.

## Biografia
Di Mirone si hanno poche notizie: 
Mirone, nel 915, fu elevato dal padre al rango di conte di Pallars e di Ribagorza.
Probabilmente, suo padre, Raimondo I, morì verso il 920 e le contee di Pallars e Ribagorza furono divise:
- la Contea di Ribagorza andò ai figli maggiori, Bernardo e Mirone
- la Contea di Pallars andò ai figli minori, Isarno e Lupo.

Mirone era più giovane del fratello e pare che amministrasse la parte orientale della contea.
Alla morte di suo fratello, Atone († 953), vescovo di Pallars, assieme all'altro fratello, Bernardo I, distaccarono Ribagorza dalla diocesi di Pallars e dalla diocesi di Urgell.
Mirone lo troviamo citato nel documento del n° 163, datato 954 (Miro comis) Catalunya Carolíngia, vol. II: Els diplomes carolingis a Catalunya (non consultato), inerente ad una sua donazione.
Dato che non lo troviamo più citato in alcun documento, si presume che sia morto in quello stesso periodo.

Suo fratello, Bernardo I era morto verso il 955 e fu sepolto nel monastero di Santa María de Obarra, a Beranuy, accanto alla moglie, Toda, come ci viene confermato dal capitolo n° XXXVI del libro XLVI della España sagrada. 46, De las santas iglesias de Lérida, Roda y Barbastro.

A suo fratello, Bernardo I, era succeduto il figlio primogenito, Raimondo, come Raimondo II.

## Matrimonio e discendenza
Secondo il Codice di Roda, Mirone aveva sposato Gemo o Gemona, di cui non si conoscono gli ascendenti.

Mirone da Gemo o Gemona ebbe due figli:
- Guglielmo (prima metà secolo X - dopo il 975), Conte di Ribagorça, associato al padre, dal 947[8][9]; Guglielmo ed il padre Miro (comites Arnaldus, Wilelmus, Isarnus, Miro) son citati col titolo di conte nel Numero XXI della Apendice, Clase Primera, El antiguo obispado de Pallas en Cataluña[13]; Guglielmo (Guilgelmo chomite), nel novembre 975, fece una donazione in suffragio dell'anima dei genitori (patrem meo Mirone chomite et matrem meam Gemo chomitissa), come da documento del n° 236 Catalunya Carolíngia, vol. II: Els diplomes carolingis a Catalunya (non consultato)[10];
- Raimondo[12].

### Fonti primarie
- (LA)  (ES)  #ES Textos-navarros-codice-roda.pd.
- (LA)  #ES El antiguo obispado de Pallas en Cataluña, Apendice, Clase Primera.
- (LA)  España sagrada. 46, De las santas iglesias de Lérida, Roda y Barbastro.

### Letteratura storiografica
- (EN) The Development of Southern French and Catalan Society, 718-1050, su libro.uca.edu.